# Jacques Marie Botot-Dumesnil
Jacques Marie Botot-Dumesnil, né le 19 mai 1759 à Paris, mort le 26 avril 1822 à Paris, est un général de brigade de la Révolution française.

## États de service
Il entre en service sous l’ancien Régime comme chasseur au Royal Dauphin-Infanterie en 1775, puis sert comme dragon au régiment de Béthune en 1777. Il devient ensuite lieutenant de maréchaussée en 1783. 
Le 30 septembre 1791, il est nommé lieutenant de gendarmerie. Commandant de la gendarmerie de la Seine le 25 juin 1793 et chef de brigade le 3 juillet 1795 dans la Légion générale de Police jusqu’à la disparition de ce corps en 1796. Il est nommé commandant en second de l’hôtel des Invalides en 1796 et promu général de brigade le 6 janvier 1800. Il est admis à la retraite de 1er septembre 1817.
Il a été fait chevalier de l'ordre royal et militaire de Saint-Louis.
Il meurt le 26 avril 1822, à Paris.

## Sources
- Thierry Pouliquen, « Les généraux français et étrangers ayant servis [sic] dans la Grande Armée » (consulté le 31 mai 2013)
- Jullien de Courcelles Jullien de Courcelles, Dictionnaire historique et biographique des généraux français, depuis le onzième siècle jusqu'en 1820, L'auteur, janvier 1821, 522 p. (lire en ligne), p. 447.
- Georges Six, Dictionnaire biographique des généraux & amiraux français de la Révolution et de l'Empire (1792-1814) page 133 - Paris : Librairie G. Saffroy, 1934, 2 vol.